# クルックスの揺動定理
クルックスの揺動定理（クルックスのようどうていり、英: Crooks fluctuation theorem、略称CFT; クルックスの揺らぎの定理）は、非平衡変換中に系に成された仕事と変換の終状態と始状態との間の自由エネルギー差を結び付ける統計力学における方程式である。クルックス方程式（Crooks equation、略称CE）と呼ばれることもある。非平衡変換中に、系は定積であり、熱浴と接触している。CFTは、1998年にこれを発見したギャヴィン・E・クルックスにちなんで名付けられた。
CFTの最も一般的言明は、時空間軌跡{\displaystyle x(t)}の確率と軌跡の時間反転{\displaystyle {\tilde {x}}(t)}の確率を結び付ける。本定理は、もし系の動力学が微視的可逆性を満たすならば、エントロピーを生成することを考えると、順方向の時間軌跡の方が逆方向よりも指数関数的に可能性が高い、と述べる。
{\displaystyle {\frac {P[x(t)]}{{\tilde {P}}[{\tilde {x}}(t)]}}=e^{\sigma [x(t)]}}
構成粒子の直交座標（例えば、2つの粒子間の距離）の関数として系の一般的反応座標を定義すると、反応座標経路に沿った全ての点を、{\displaystyle \lambda =0}と{\displaystyle \lambda =1}が微視的状態 の2つのアンサンブルに対応するようなパラメータ{\displaystyle \lambda }によって特徴付けることができる。任意の時間スケジューリングに従って{\displaystyle \lambda }がゼロから1に外部的に駆動される動的過程は「順方向変換」と呼ばれるのに対して、時間反転経路は「逆方向変換」と呼ばれる。これらの定義を所与として、CFTは以下の5つの量の間の関係を定める。
- {\displaystyle P(A\rightarrow B)}、すなわち、{\displaystyle \lambda =0}に対応する正準集団（カノニカルアンサンブル）から微視的状態{\displaystyle A}を取る同時確率と、{\displaystyle \lambda =1}に対応する微視的状態{\displaystyle B}への順方向変換を実行する同時確率;
- {\displaystyle P(A\leftarrow B)}、すなわち、{\displaystyle \lambda =1}に対応する正準集団から微視的状態{\displaystyle B}を取る同時確率と、{\displaystyle \lambda =0}に対応する微視的状態{\displaystyle A}への逆方向変換を実行する同時確率;
- {\displaystyle \beta =(k_{B}T)^{-1}}。{\displaystyle k_{B}}はボルツマン定数、{\displaystyle T}は熱浴の温度;
- {\displaystyle W_{AB}}、すなわち、順方向変換（{\displaystyle A}から{\displaystyle B}）中に系に成される仕事;
- {\displaystyle \Delta F=F(B)-F(A)}、すなわち、状態{\displaystyle A}と{\displaystyle B}との間のヘルムホルツの自由エネルギー（英語版）差。{\displaystyle \lambda =0}およぎ{\displaystyle \lambda =1}を有する微視的状態の正準分布によって表わされる。

CFT方程式は次の通りである。
{\displaystyle {\frac {P(A\rightarrow B)}{P(A\leftarrow B)}}=\exp[\beta (W_{A\rightarrow B}-\Delta F)].}
この方程式において、差{\displaystyle W_{A\rightarrow B}-\Delta F}は順方向変換中に散逸した仕事{\displaystyle W_{d}}に対応する。確率{\displaystyle P(A\rightarrow B)}および{\displaystyle P(A\leftarrow B)}はこの変換が無限に遅い速さで行われた時、すなわち平衡変換時に同一となる。こういった場合、{\displaystyle W_{A\rightarrow B}=\Delta F}、{\displaystyle W_{d}=0}となる。
時間反転関係{\displaystyle W_{A\rightarrow B}=-W_{A\leftarrow B}}を使い、（順方向変換と逆方向変換で）同じ仕事を得る全ての軌跡をグループ化する、すなわち{\displaystyle A}から{\displaystyle B}へのランダムな系の軌跡によって行使される仕事の量の確率分布（または密度）{\displaystyle P_{A\rightarrow B}(W)}を決定すると、上記の方程式を仕事分布関数の観点から以下のように書くことができる。
{\displaystyle P_{A\rightarrow B}(W)=P_{A\leftarrow B}(-W)~\exp[\beta (W-\Delta F)].}
ここで留意すべきは、逆方向変換について、仕事分布関数は逆符号を持つ仕事を取ることにとて評価されなければならない点である。順方向および逆方向過程に対する2つの仕事分布は{\displaystyle W=\Delta F}で交差する。この現象は小さなRNAヘアピンおよびRNA三重らせん連結のアンフォールディングおよびフォールディング（折り畳み）の過程について光ピンセットを使って実験的に検証されている。
CFTはジャルジンスキー等式を必然的に含む。